# イーリング・トレイルファインダーズ
イーリング・トレイルファインダーズRC（英: Ealing Trailfinders Rugby Club）は、イングランドのロンドン・イーリング区ウェストイーリングに本拠地を置くラグビーユニオンクラブである。スタジアムはトレイルファインダーズスポーツグラウンド。RFUチャンピオンシップ（2部）に所属。

## 歴史
1871年創設。
2013年、RFUチャンピオンシップに初昇格。
2020-21シーズンは、RFUチャンピオンシップのレギュラーシーズンで1位になるも、プレーオフ決勝で2戦ともサラセンズに敗れてプレミアシップ昇格はならなかった。
2021-22シーズンは、RFUチャンピオンシップで初優勝を果たすも、ホームスタジアム収容人数の関係でプレミアシップ昇格はならなかった。

## タイトル
- RFUチャンピオンシップ
  - 優勝: 2021-22, 2023-24, 2024-25

## 主な所属選手
- ベン・ハリス(7人制イングランド代表)
- ロイド・ウィリアムズ(ウェールズ代表)

## 歴代所属選手
- アンドリュー・デュルタロ(アメリカ合衆国代表)
- アンドレイ・ラドイ(ルーマニア代表)
- シェーン・オリアリー(カナダ代表)
- カイル・シンクラー(イングランド代表)
- カルロ・ティッツァーノ(オーストラリア代表)
- マロン・アリ＝ジェヴォリ(アメリカ合衆国代表)
- リチャード・ハードウィック(ナミビア代表)